# Monophyllus
Monophyllus (Leach, 1821) è un genere di pipistrelli della famiglia dei Fillostomidi.

## Descrizione

### Dimensioni
Al genere Monophyllus appartengono pipistrelli di piccole dimensioni, con lunghezza della testa e del corpo tra 50 e 80 mm, la lunghezza dell'avambraccio tra 36 e 43 mm, la lunghezza della coda tra 4 e 16 mm e un peso fino a 14 g.

### Caratteristiche craniche e dentarie
Il cranio presenta un rostro stretto e allungato, più corto della scatola cranica e le arcate zigomatiche complete. Gli incisivi superiori sono piccoli e uguali tra loro. Gli insicisi inferiori sono minuti, quelli interni sono separati tra loro da un ampio spazio. 
Sono caratterizzati dalla seguente formula dentaria:

### Aspetto
La pelliccia è corta. Il colore del corpo varia dal marrone al bruno-grigiastro, mentre le parti ventrali sono talvolta più chiare. Il muso è stretto e allungato, mentre la lingua è lunga, estensibile e fornita all'estremità di papille setolose. La foglia nasale è piccola e lanceolata. Le orecchie sono piccole, rotonde e separate. La coda e il calcar sono corti, mentre l'uropatagio è ridotto ad una sottile membrana lungo la parte interna degli arti inferiori, con il margine libero a forma di V.

## Distribuzione
Il genere è diffuso nei Caraibi.

## Tassonomia
Il genere comprende 2 specie.
- Monophyllus plethodon
- Monophyllus redmani